# Adventskrans
Adventskransen er en juletradition og en krans, der kom til Danmark fra Tyskland omkring 1. verdenskrig.
Adventskransens fire lys symboliserer de fire adventssøndage inden jul, og man tænder et lys hver søndag. Første søndag i advent tændes et lys, anden søndag tændes både det første og et nyt og så fremdeles. Ofte samles familien om adventskransen og synger et par salmer og hygger sig. Vær velkommen, Herrens år, er en typisk adventssalme med fire vers. Visse steder i verden har traditionen været at der også var et større lys i midten, som man tændte juleaften.
I starten brugte man lilla bånd til adventskransen, da det er den liturgiske farve for adventstiden. I dag bruges alle farver, men typisk røde og hvide. Tidligere hang adventskransen i bånd i loftet, men nu står den lige så ofte på bordet. 
Den traditionelle grankrans er heller ikke fast tradition mere. Man kan købe mange forskellige adventsstager i dag, hvor der er plads til de fire lys.
Luciakronen, der kan minde om adventskransen, har almindeligvis 5-6 lys.